# Banmati
Banmati is een bestuurslaag in het regentschap Sukoharjo van de provincie Midden-Java, Indonesië. Banmati telt 4443 inwoners (volkstelling 2010).